# تدوين القانون
تدوين القانون (بالإنجليزية: Codification) هو عملية جمع وإعادة صياغة القانون في دولة أو ولاية قضائية معينة في مجالات محددة، عادةً حسب الموضوع، لتشكيل مدونة قانونية، أي سفر قانون (كتاب). التدوين من مميزات أنظمة القانون المدني. أما في أنظمة القانون المشترك، مثل القانون الإنجليزي، التدوين هو عملية تحويل وتوحيد السوابق القضائية أو القوانين غير المدونة التي تسنها السلطة التشريعية إلى قانون مكتوب.

## التاريخ
أقدم مدونة قانونية مكتشفة حتى الآن هي قانون أورنمو من السومريين وتعود إلى حوالي 2050-1230 ق.م. بعد ثلاثة قرون، سن الملك البابلي حمورابي مجموعة القوانين التي تحمل اسمه.
في الإمبراطورية الرومانية القديمة، طُورت مدونات مهمة مثل قانون الألواح الاثني عشر (Lex Duodecim Tabularum) لاحقًا كوربوس جوريس سيفيليس. ومع ذلك، ظل معظم القانون الروماني غير مدون.
أول نظام دائم للقوانين المدونة ظهر في الصين الإمبراطورية بمدونة تانغ [الإنجليزية] عام 624 م، والتي شكلت أساس القانون الجنائي الصيني، ليحل محلها لاحقًا القانون الكبير لتشينغ [الإنجليزية] حتى إلغائه عام 1912 بعد ثورة شينهاي. تأثرت قوانين جمهورية الصين لاحقًا بالمدونة الألمانية بورغيرليشس غيزيتزبوش [الإنجليزية].